# البكير (ملحان)

تعديل مصدري - تعديل

البكير هي إحدى قرى عزلة جبع بمديرية ملحان التابعة لمحافظة المحويت، بلغ تعداد سكانها 76 نسمة حسب تعداد اليمن لعام 2004.